# Benito Juárez (Veracruz)
Benito Juárez é um município do estado de Veracruz, no México. Ele está localizado na região de Baja Huasteca. A sede do município é a cidade de Benito Juárez.
Em 2005 o censo do INEGI informou uma população total de 16 446 habitantes (contra 33 798 em 1995), dos quais 1 069 viviam na sede municipal. Mais de onze mil pessoas (79,53% do total da população) falavam uma língua indígena. O município de Benito Juárez abrange uma área total de 217,15 km².